# 문하시중
문하시중(門下侍中)은 고려시대 중서문하성의 최고 관리로 실질적으로 정무를 담당하는 관직 중 최고위 관직이었다. 품계는 종1품이다.
982년(성종 1) 내사문하성(內史門下省)을 설치하면서 처음으로 문하시중(門下侍中)을 두었으며, 문종(文宗, 재위 1046∼1083) 대 내사문하성이 중서문하성으로 개칭되면서 중서문하성의 장관을 일컫게 되었다. 종1품으로 정원은 1명이며, 같은 종1품직인 중서령(中書令), 상서령(尙書令)과 함께 재신(宰臣)으로 일컬어졌다. 고려 시대 중서령이나 상서령은 일반적으로 명예직이나 증직(贈職)인 경우가 많아, 문하시중이 수상에 해당하는 최고위 관직으로 기능하였다.
1275년(충렬왕 1) 원나라의 간섭으로 중서문하성과 상서성을 병합하여 첨의부(僉議府)로 격하되면서, 문하시중의 명칭도 첨의중찬(僉議中贊)으로 바뀌고 좌⋅우첨의중찬을 두었다. 이후 첨의부의 개칭과 관제 개편에 따라 도첨의시중(都僉議侍中), 도첨의정승(都僉議政丞) 등으로 명칭을 바꾸고 인원도 1명으로 줄였다. 1356년(공민왕 5)에는 반원 운동으로 관제가 전면적으로 복구되면서 중서문하성이 부활되었고 다시 문하시중이라 하였다. 그러나 이후에도 관제 개편으로 첨의정승, 첨의시중 등으로 명칭이 바뀌곤 하였다. 1369년(공민왕 18)에는 도첨의부가 문하부(門下府)로 개편되면서 다시 문하시중이라 하였고, 문하좌시중, 문하우시중 2명을 두었다. 창왕(昌王, 재위 1388~1389) 대 왼쪽을 더 우대하는 원칙에 따라 좌시중은 문하시중으로, 우시중은 수문하시중(守門下侍中)으로 각각 바뀌었다. 조선 시기에 들어 문하부가 의정부(議政府)에 병합되면서 좌시중과 우시중은 의정부의 좌의정과 우의정으로 계승되었다.
조선의 영의정과 같고, 대한민국의 국무총리와 비슷한 위치에 있는 벼슬이다.

## 역사
982년(고려 성종(成宗) 원년) 문하시중(門下侍中)을 설치하였다.
고려 문종(文宗) 때에 정원을 1인으로 정하고, 관품을 종1품으로 하였다.
1275년(충렬왕(忠烈王) 원년)에 첨의중찬(僉議中贊)으로 고치고, 좌·우 각각 1인씩을 두었다.
1298년에 충선왕(忠宣王)이 왕위를 이어받고 도첨의시중(都僉議侍中)으로 고쳤다가, 조금 뒤에 다시 중찬(中贊)으로 개칭하였다.
1308년 충선왕이 원(元)에 있으면서 정승(政丞)으로 고쳤으며, 1인으로 줄였다.
1330년(충숙왕(忠肅王) 17년)에 충혜왕(忠惠王)이 다시 중찬으로 고쳤다가, 뒤에 다시 우정승(右政丞)·좌정승(左政丞)으로 고쳤다.
1354년(공민왕(恭愍王) 3년)에 다시 시중으로 고쳤다가, 조금 뒤에 다시 우정승·좌정승으로 개칭하였다.
1356년(공민왕 5년)에 문하시중·수시중(守侍中)으로 고쳤다.
1362년(공민왕 11)에 다시 첨의우정승(僉議右政丞)·첨의좌정승(僉議左政丞)으로 개칭하였다가 1363년(공민왕 12)에 첨의좌시중(僉議左侍中)·첨의우시중(僉議右侍中)으로 개칭하였으며, 1369년(공민왕 18년)에 문하좌시중(門下左侍中)·문하우시중(門下右侍中)으로 고쳤다.
창왕(昌王) 때에 좌시중은 문하시중으로, 우시중은 수문하시중(守門下侍中)으로 각각 바뀌었다.
이후 조선에 이르러 1394년 시중을 '정승'으로 바꾸었고, 1401년에는 문하부를 의정부로 개편하면서 좌정승, 우정승은 각각 좌의정, 우의정이 되었다.

## 역대 문하시중 (고려)
| 성명            | 재임 기간                                  | 관직                           |
| 김행도          | 918년 6월 20일 ~ 918년 6월 21일            | 광평시중                       |
| 박질영          | 918년 6월 21일 ~                           | 시중                           |
| 류덕영          | ?                                          | 시중                           |
| 공훤            | ? ~ 927년 ~ ?                              | 시중                           |
| 왕철            | ? ~ 935년 ~ ?                              | 섭시중                         |
| 권직            | ? ~ 947년 ~ ?                              | 시중                           |
| 최승로          | 988년 ~ 989년 5월                          | 문하수시중                     |
| 박양유 (朴良有) | ? ~ 993년, 994년 ~ ?                       | 시중                           |
| 한언공          | 1001년 ~ 1004년 6월                        |                                |
| 김승조          | ?                                          |                                |
| 최숙            | ?                                          |                                |
| 류윤부 (柳允孚) | 1009년 3월 ~ ?                             |                                |
| 위수여          | 1012년 2월 ~ 1012년 4월                    | 시중                           |
| 유진            | 1014년 4월 ~ ?                             | 수문하시중                     |
| 유진            | ? ~ 1019년 8월                             |                                |
| 최사위          | 1021년 8월 ~                               | 수문하시중                     |
| 유방            | 1027년 1월                                 |                                |
| 강감찬          | 1030년 5월~ 1031년 8월                     |                                |
| 서눌            | 1031년 10월 ~ ?                            |                                |
| 황주량          | 1043년 1월 ~ ?                             |                                |
| 최제안          | ? ~ 1046년 11월                            | 시중                           |
| 최충            | 1047년 3월 ~ 1055년 7월 4일                |                                |
| 이자연          | 1055년 7월 4일 ~ ?                         |                                |
| 김원충          | ?                                          |                                |
| 왕총지          | 1061년 12월 ~                              |                                |
| 김원정          | 1063년 7월 ~ 1063년 ?월                    |                                |
| 박성걸          | 1063년 9월 12일                            |                                |
| 최유선          | ? ~ 1075년 1월                             |                                |
| 이정            | 1077년 5월 13일                            |                                |
| 문정            | ?                                          |                                |
| 이정공 (李靖恭) | 1086년 4월 ~ ?                             |                                |
| 소태보          | 1095년 10월 ~ ?                            |                                |
| 최사추          | 1103년 ~                                   |                                |
| 위계정          | 1105년 11월 ~ 1106년 12월                  |                                |
| 윤관            | 1108년 12월 ~ 1109년 11월, 1110년 ~ 1111년 |                                |
| 김경용          | 1112년 ~                                   |                                |
| 이위 (李瑋)     | 1116년 ~ 1118년 3월                        |                                |
| 김인존          | 1126년 12월 ~ 1127년 12월                  |                                |
| 이공수          | 1128년 3월 ~ 1131년                        |                                |
| 김부식          | 1136년                                     |                                |
| 김약온          | 1139년                                     |                                |
| 임원후          | 1146년 ~                                   |                                |
| 왕충            | 1149년                                     |                                |
| 정중부          | 1174년 ~                                   |                                |
| 두경승          | 1176년 ~                                   |                                |
| 이의민          | ?                                          |                                |
| 조영인          | 1201년                                     |                                |
| 최충헌          | 1205년                                     |                                |
| 이항 (李抗)     | 1221년 ~                                   |                                |
| 이연수 (李延壽) | ~ 1227년                                   |                                |
| 김취려          | 1233년 6월 ~ 1234년 5월                    |                                |
| 최종준          | ~ 1246년                                   |                                |
| 최항            | 1253년 ~                                   |                                |
| 김준            | 1265년 ~                                   |                                |
| 이장용          | 1268년 ~ 1271년                            |                                |
| 김방경          | 1273년 ~ 1275년?                           |                                |
| 김방경          | 1275년? ~ 1277년 ~ 1283년                  | 첨의중찬                       |
| 류경            | 1278년                                     | 첨의중찬                       |
| 송송례          | ?                                          | 중찬                           |
| 원부            | ~ 1287년                                   | 첨의중찬                       |
| 허공            | 1287년 ~ 1291년                            | 첨의중찬                       |
| 김방경          | 1291년?~ 1292년 ~ 1294년?                  | 중찬                           |
| 홍자번          | 1294년 12월                                | 첨의중찬                       |
| 조인규          | 1295년 1월                                 | 첨의중찬                       |
| 홍군상          | 1295년 8월                                 | 도첨의중찬                     |
| 홍자번          | 1295년 9월                                 | 첨의중찬                       |
| 홍규            | 1295년 9월                                 | 첨의중찬                       |
| 홍자번          | 1296년                                     | 우중찬                         |
| 조인규          | 1296년                                     | 좌중찬                         |
| 정가신          | ?                                          | 첨의중찬                       |
| 조인규          | 1298년 5월 ~ ?                             | 시중                           |
| 김혼            | 1298년 11월                                | 첨의중찬                       |
| 송분            | ? ~ 1300년 ~ ?                             | 우중찬                         |
| 홍자번          | ? ~ 1302년 ~ ?                             | 우중찬                         |
| 설공검          | ?                                          | 중찬                           |
| 염승익          | ? ~ 1302년                                 | 도첨의중찬                     |
| 송분            | 1302년 7월                                 | 도첨의중찬                     |
| 한희유          | 1302년 10월                                | 첨의중찬                       |
| 한강            | ?                                          | 첨의중찬                       |
| 한희유          | 1303년 5월                                 | 첨의우중찬                     |
| 송분            | 1303년 5월                                 | 첨의좌중찬                     |
| 홍자번          | 1303년 9월                                 | 도첨의좌중찬                   |
| 한희유          | 1303년 11월                                | 도첨의우중찬                   |
| 채인규          | ?                                          | 도첨의중찬                     |
| 한희유          | 1304년                                     | 첨의우중찬                     |
| 안향            | 1304년                                     | 도첨의중찬                     |
| 한희유          | 1305년                                     | 도첨의중찬                     |
| 한희유          | 1305년 6월 ~ 1306년                        | 도첨의좌중찬                   |
| 김혼            | 1305년 6월                                 | 도첨의우중찬, 권서행성사       |
| 정인경          | 1305년                                     | 도첨의중찬                     |
| 최유엄          | 1307년                                     | 도첨의중찬                     |
| 김지숙          | ?                                          | 첨의중찬                       |
| 최유엄          | ? ~ 1308년 ~?                              | 정승                           |
| 최유엄          | 1309년                                     | 수첨의정승                     |
| 이혼            | ?                                          | 첨의정승                       |
| 류청신          | 1310년 8월                                 | 첨의정승                       |
| 홍규            | 1312년                                     | 첨의정승                       |
| 류청신          | 1313년                                     | 첨의정승                       |
| 권부            | 1320년                                     | 첨의정승                       |
| 김이용          | 1320년 11월                                | 도첨의정승                     |
| 김이용          | 1321년 1월                                 | 수첨의정승                     |
| 민지            | 1321년 ?월 ~ 1321년 10월                   | 수첨의정승, 첨의정승           |
| 배정            | 1321년 10월                                | 첨의정승                       |
| 김태현          | ?                                          | 첨의정승, 권정동행성사         |
| 윤보            | ?                                          | 첨의정승                       |
| 최유엄          | 1324년 2월                                 | 수첨의정승                     |
| 김심            | 1324년 2월                                 | 수첨의정승                     |
| 민지            | 1325년                                     | 첨의정승                       |
| 김이            | 1326년                                     | 첨의정승                       |
| 김이            | 1327년                                     | 중찬                           |
| 윤석            | ? ~ 1330년                                 | 첨의정승                       |
| 정방길          | 1328년 4월 ~?                              | 첨의정승                       |
| 윤석            | 1330년 ~ ?                                 | 중찬                           |
| 김심            | 1330년 4월                                 | 도첨의중찬                     |
| 한악            | 1331년 2월                                 | 중찬                           |
| 윤석            | 1331년 8월                                 | 중찬                           |
| 강융            | 1335년 4월                                 | 첨의좌정승                     |
| 권한공          | 1338년                                     | 정승                           |
| 조적            | 1338년                                     | 첨의좌정승                     |
| 한악            | 1340년 3월                                 | 우정승                         |
| 윤석            | 1340년 3월                                 | 좌정승                         |
| 채하중 (蔡河中) | ?                                          | 정승                           |
| 이능간          | 1341년 9월                                 | 정승                           |
| 기철            | ?                                          | 정승, 섭행정동성사             |
| 채하중 (蔡河中) | 1344년 4월                                 | 우정승                         |
| 한종유          | 1344년 4월                                 | 좌정승                         |
| 왕후            | 1344년 10월 ~ 1345년 12월                  | 우정승                         |
| 김륜            | 1344년 10월                                | 좌정승                         |
| 김영후          | 1345년 4월                                 | 좌정승                         |
| 김영후          | 1345년 12월 ~ ?                            | 우정승                         |
| 인승단          | 1345년 12월                                | 좌정승                         |
| 노책            | ?                                          | 정승                           |
| 김영돈          | ?                                          | 좌정승                         |
| 왕후            | 1348년 ~ 1349년                            | 우정승, 섭행정동성사           |
| 노책            | 1349년 7월 ~                               | 첨의정승                       |
| 노책            | 1349년 8월 ~ 1349년 10월                   | 우정승                         |
| 손수경          | 1349년 8월 ~                               | 좌정승                         |
| 손수경          | 1349년 10월 ~                              | 우정승                         |
| 이암            | 1349년 10월 ~                              | 좌정승                         |
| 이제현          | 1351년 11월 ~ 1352년                       | 섭정승권단정동성사, 도첨의정승 |
| 손기            | 1352년                                     | 정승                           |
| 송서            | 1352년 9월 2일 ~                           | 우정승                         |
| 조일신          | 1352년 9월 30일 ~                          | 우정승                         |
| 정천기          | 1352년 9월 30일 ~                          | 좌정승                         |
| 송서            | 1352년 10월 2일 ~                          | 우정승                         |
| 조일신          | 1352년 10월 2일 ~                          | 좌정승                         |
| 이제현          | 1352년 10월 6일 ~ 1353년 1월               | 우정승                         |
| 조익청          | 1352년 10월 6일 ~ 1353년 1월               | 좌정승                         |
| 홍빈            | 1353년 1월 ~                               | 우정승                         |
| 조익청          | 1353년 1월 ~ 1353년 9월                    | 좌정승                         |
| 인승단          | 1353년 9월 ~                               | 좌정승                         |
| 채하중 (蔡河中) | 1354년 1월                                 | 우정승                         |
| 염제신          | 1354년 1월                                 | 좌정승                         |
| 염제신          | 1354년 2월                                 | 우정승                         |
| 류탁            | 1354년 2월                                 | 좌정승                         |
| 채하중 (蔡河中) | 1354년 6월                                 | 첨의정승                       |
| 채하중 (蔡河中) | 1354년 7월                                 | 시중                           |
| 이능간          | 1354년 7월(?)                              | 좌정승                         |
| 이제현          | 1354년 12월 ~ 1356년                       | 우정승                         |
| 홍언박          | 1354년 12월 ~                              | 좌정승                         |
| 홍언박          | 1356년 5월 ~                               | 우정승                         |
| 윤환            | 1356년 5월 ~                               | 좌정승                         |
| 홍언박          | 1356년 7월 ~                               |                                |
| 윤환            | 1356년 7월 ~ 1356년 ?월                    | 수문하시중                     |
| 이제현          | 1356년 11월 ~ 1357년                       |                                |
| 염제신          | 1356년 11월 ~ 1357년                       | 수문하시중                     |
| 염제신          | 1358년 2월~ 1361년 11월                    |                                |
| 이암            | 1358년 2월 ~                               | 수문하시중                     |
| 홍언박          | 1361년 11월 ~ 1363년 윤3월                 |                                |
| 류탁            | 1362년 3월 ~                               | 좌정승                         |
| 염제신          | 1363년 윤3월 ~                             | 우정승                         |
| 류탁            | 1363년 윤3월 ~                             | 좌정승                         |
| 류탁            | 1363년 5월 ~                               | 좌시중                         |
| 김일봉          | 1363년                                     | 시중                           |
| 김일봉          | 1363년 ~ 1364년                            | 시중                           |
| 경복흥          | ?                                          | 수첨의시중                     |
| 경복흥          | 1364년 2월 ~                               | 좌시중                         |
| 류탁            | 1365년 3월 ~ 1368년 8월                    | 도첨의시중                     |
| 경복흥          | 1365년 3월                                 | 수시중                         |
| 김보 (金普)     | 1365년 6월 ~ 1365년 9월                    | 수도첨의시중, 도첨의시중       |
| 이춘부          | 1368년 8월 ~                               | 도첨의시중                     |
| 이인임          | 1368년 12월 ~                              | 도첨의좌시중                   |
| 이춘부          | 1369년 ~ ?                                 |                                |
| 이인임          | 1369년 ~ ?                                 | 수문하시중                     |
| 윤환            | 1371년 7월 ~ 1372년 9월                    |                                |
| 경복흥          | 1372년 9월 ~                               | 좌시중                         |
| 염제신          | ? ~ 1374년 6월                             | 시중                           |
| 경복흥          | 1374년 6월 ~ 1380년                        |                                |
| 이인임          | 1374년 6월 ~ 1380년                        | 수문하시중                     |
| 윤환            | 1380년 ~ 1381년                            |                                |
| 이인임          | 1381년 2월 ~ 1382년 6월                    |                                |
| 최영            | 1381년 2월 ~                               | 수시중                         |
| 홍영통          | 1382년 6월 ~ 1383년                        | 문하좌시중                     |
| 이자송          | 1382년 6월 ~                               | 수문하시중                     |
| 조민수          | 1383년 3월 ~ 1384년 9월                    |                                |
| 임견미          | 1383년 3월 ~ 1384년 9월                    | 수문하시중                     |
| 최영            | 1384년 9월 ~                               |                                |
| 이성림          | 1384년 9월 ~ 1384년 11월                   | 수문하시중                     |
| 임견미          | 1384년 11월 ~ 1386년 8월                   |                                |
| 이성림          | 1384년 11월 ~                              | 수문하시중                     |
| 이인임          | 1386년 8월 ~                               | 좌시중                         |
| 이성림          | 1386년 8월? ~                              | 우시중                         |
| 이성림          | 1387년 8월 ~                               | 좌시중                         |
| 반익순          | 1387년 8월 ~                               | 우시중                         |
| 반익순          | 1387년 ?월 ~ 1388년 1월                    | 좌시중                         |
| 이성림          | 1387년 ?월 ~ 1388년 1월                    | 우시중                         |
| 최영            | 1388년 1월                                 |                                |
| 이성계          | 1388년 1월                                 | 수문하시중                     |
| 최영            | 1388년 6월 ~                               | 문하좌시중                     |
| 우현보          | 1388년 6월 ~ 1388년 6월                    | 문하우시중                     |
| 조민수          | 1388년 6월                                 | 좌시중                         |
| 이성계          | 1388년 6월                                 | 우시중                         |
| 이색            | 1388년 8월~                                | 문하시중                       |
| 이성계          | 1388년 8월 ~                               | 수문하시중                     |
| 이림            | 1389년 7월 ~                               |                                |
| 심덕부          | 1389년 11월 ~ 1390년 11월 30일             |                                |
| 이성계          | 1389년 11월 ~ 1390년 11월 6일              | 수문하시중                     |
| 정몽주          | 1390년 11월 6일 ~ 1392년 4월               | 수문하시중                     |
| 이성계          | 1390년 11월 30일 ~ 1391년 3월              |                                |
| 이성계          | 1391년 3월 ~ 1391년 9월                    |                                |
| 심덕부          | 1391년 9월 ~ 1392년 4월                    |                                |
| 배극렴          | 1392년 4월 6일 ~ 1392년 7월                | 수문하시중, 우시중             |
| 이성계          | 1392년 4월 22일 ~ 1392년 7월               |                                |

## 역대 문하시중 (조선)
| 성명   | 재임 기간       | 관직                   |
| 배극렴 | 1392년 ~ 1393년 | 문하좌시중             |
| 조준   |                 | 문하우시중             |
| 조준   | 1393년 ~ 1398년 | 문하좌시중, 문하좌정승 |
| 김사형 |                 | 문하우시중, 문하우정승 |
| 심덕부 | 1398년 ~ 1399년 | 문하좌정승             |
| 성석린 |                 | 문하우정승             |
| 성석린 | 1399년          | 문하좌정승             |
| 민제   |                 | 문하우정승             |
| 민제   | 1399년          | 문하좌정승             |
| 하륜   |                 | 문하우정승             |
| 이거이 | 1399년 ~ 1400년 | 문하좌정승             |
| 하륜   |                 | 문하우정승             |
| 김사형 | 1400년 ~ 1401년 | 문하좌정승             |
| 이서   |                 | 문하우정승             |

## 추증 문하시중
문하시중 지위에 임명은 고려, 1392년 이후의 조선 두 국가에서 모두 등장하므로 《고려사》에 모든 문하시중 임명 기록이 존재하는 것은 아니다.
| 성명   | 추증 시기       | 추증 국왕 |
| 김맹   |                 | 문종      |
| 김인존 | 1131년          | 인종      |
| 기탁성 | 1179년          | 명종      |
| 용득의 | 1241년          | 고종      |
| 서신   | 1380년          | 우왕      |
| 이자춘 | 1392년 음력 8월 | 조선 태조 |
| 구홍   | 1403년          | 조선 태종 |

## 변천[127]
문하시중, 도첨의시중, 중찬, 정승, 중찬, 우정승•좌정승, 시중, 우정승•좌정승, 문하시중•수시중, 첨의우정승•첨의좌정승, 첨의좌시중•첨의우시중, 문하좌시중•문하우시중, 시중•수시중

## 기타
정승 류청신은 국외에서 국정을 행한 고려 충숙왕을 따라 원나라에 머무르기도 하였다.

## 같이 보기
- 고려의 중앙 관제

## 참고 자료
- 《재상》, 〈고려의 재상〉, 박윤규 저, 이가서(2005년, 162~163p)